# Poecilopsyche draupadi
Poecilopsyche draupadi är en nattsländeart som beskrevs av Schmid 1968. Poecilopsyche draupadi ingår i släktet Poecilopsyche och familjen långhornssländor. Inga underarter finns listade i Catalogue of Life.